# Indische rivierdolfijnen
De Indische rivierdolfijnen (Platanista) vormen een geslacht van rivierdolfijnen. Het is het enige geslacht uit de familie Platanistidae. Tegenwoordig zijn er nog slechts twee soorten, die beperkt zijn tot de Ganges en de Indus en hun zijrivieren.

## Kenmerken
Beide soorten worden ongeveer 210 tot 260 centimeter lang en 80 tot 90 kilogram zwaar. Vrouwtjes worden groter dan mannetjes. Ze hebben een lichtgrijze huid, met een blekere buik. Ze worden tegenwoordig vaker beschouwd als twee ondersoorten van één enkele soort, Platanista gangetica. Het verschil tussen beide (onder)soorten zit voornamelijk in de bouw van de schedel.
Indische rivierdolfijnen hebben een kleine kop met daarin kleine, verscholen ogen. De Indische rivierdolfijnen zijn niet blind, zoals vaak wordt gedacht, maar missen wel de ooglens, zodat ze enkel het verschil tussen licht en donker en de richting waarvan een lichtstraal komt kunnen waarnemen. Dit is een aanpassing aan het troebele water waarin ze leven. Ze hebben een lange, pincetvormige snuit met 26 tot 37 tanden in iedere kaakhelft. Aan de voorkant van de bek zijn deze tanden nog goed te zien, zelfs als het dier de bek gesloten houdt. De flippers zijn breed en vleugelachtig. De brede staart is ingekerfd en gebogen aan de uiteinden.

## Leefwijze
De rivierdolfijnen leven voornamelijk van vissen, maar ook kreeftachtigen staan op het menu.
Indische rivierdolfijnen zwemmen regelmatig op hun zij. De Indusdolfijn beweegt zich zelfs bijna uitsluitend op zijn zij voort. Met de naar de bodem gerichte flipper tasten ze de rivierbodem af, terwijl het dier naar voren zwemt, vertrouwende op hun sonar.

## Bedreiging
Indische rivierdolfijnen zijn bijzonder zeldzaam, en beide soorten worden door de Rode Lijst van de IUCN als bedreigd beschouwd. Er zijn van beide soorten slechts rond de duizend dieren. Er wordt op ze gejaagd voor voedsel en olie. Ook de bouw van dammen en watervervuiling vormen ernstige bedreigingen.

## Verspreiding
De Gangesdolfijn (Platanista gangetica) leeft in het Ganges-Brahmaputra-Meghna-riviersysteem en het Karnaphuli-Sangu-riviersysteem, en komt hierdoor voor in India, Nepal, Bangladesh en mogelijk Bhutan. De Indusdolfijn (Platanista minor) komt voor in de Indus, die stroomt door Pakistan.